# カンポベッロ・ディ・マツァーラ
カンポベッロ・ディ・マツァーラ（イタリア語: Campobello di Mazara）は、イタリア共和国シチリア州トラーパニ県にある人口約1万2000人の基礎自治体（コムーネ）。

## 地理

### 位置・広がり
トラーパニ県南部のコムーネ。

#### 隣接コムーネ
隣接するコムーネは以下の通り。
- カステルヴェトラーノ
- マツァーラ・デル・ヴァッロ